# Eixam meteòric
Un eixam meteòric o eixam de meteoroides és el conjunt de partícules procedents d'un cometa o asteroide que segueixen òrbites semblants al voltant del Sol. Quan la Terra troba aquests eixams de partícules es produeixen les pluges d'estels fugaços.